# Kundračka
Kundračka je zrušená národní přírodní rezervace v katastrálním území obce Ľubochňa v okrese Ružomberok v Žilinském kraji. Chráněné území bylo vyhlášeno v roce 1973 a jeho rozloha byla 115,79 hektaru. Předmětem ochrany byla přirozená lesní společenstva na vápencích a dolomitech v Ľubochnianské dolině. Rezervace byla zrušena k 1. lednu 2024 a její území se stalo součástí zón národního parku Velká Fatra.

## Přírodní poměry
Na velmi strmých jihozápadních až západních svazích Perušína (1281,4 m n. m.) v Ľubochnianské dolině se v členitém reliéfu zachoval bukový prales (vápnomilné bukové lesy, bukové a jedlovo-bukové květnaté lesy, na malé ploše i javorovo-bukové horské lesy a kyselomilné bukové lesy), kde nachází vedle dominantního buku (Fagus) často své stanoviště i jedle (Abies) a smrk (Picea). javor klen dosahuje větší zastoupení pouze v biotopu lipovo-javorových suťovitých lesích. Vzácně byly zaznamenány i jilm horský (Ulmus glabra), jeřáb muk (Sorbus aria), na skalách borovice lesní (Pinus sylvestris), modřín opadavý (Larix decidua) (reliktní vápnomilné borové a modřínové lesy) a ojediněle i tis (Taxus). Některé stromy zde dosahují úctyhodných rozměrů, běžně tu rostou jedle s průměrem kmene nad 1 metr, obvod nejmohutnější zaznamenané žijící jedle je téměř 430 cm.
Níže položené lesy v NPR byly v dávné minulosti pokácené, v současnosti v nich probíhá samovolná obnova původní dřevinné skladby a struktury lesní fytocenózy. Na zachovalé vegetační komunity jsou vázány typické druhy karpatské fauny.

## Přístup
- žlutá turistická značená trasa 8602 (prochází po okraji bývalé NPR)